# Katie Summerhayes
Katie Summerhayes, född den 8 oktober 1995 i Sheffield, Storbritannien, är en brittisk freestyleåkare.
Hon slutade på sjunde plats i damernas slopestyle i samband med de olympiska freestyletävlingarna 2014 i Sotji.